# Poichilodermia di Civatte
La poichilodermia di Civatte è una condizione della cute che si manifesta con chiazze dall'aspetto reticolato e dal colore che varia dal rosso vivo al rossastro-marrone, con presenza di teleangectasie. In genere la pelle del collo e di parte del viso va incontro ad ipopigmentazione e si riempie di chiazze rosso-brunastre. È più frequente negli individui di carnagione chiara, di sesso femminile e dalla mezza età in poi. Il cambiamento di colore della pelle è dovuto alla dilatazione dei vasi sanguigni superficiali del collo. Questa poichilodermia prende il nome da Achille Civatte, dermatologo francese che per primo la descrisse nel 1923.

## Eziologia
La poichilodermia di Civatte sembra essere favorita dalla prolungata esposizione ai raggi ultravioletti della luce solare.

## Trattamento
Il trattamento di questa poichilodermia, piuttosto difficoltoso, prevede l'erogazione di più lunghezze d'onda di luce pulsata intensa (IPL) nell'area interessata dalle alterazioni cutanee.